# Leonardoxa africana
Leonardoxa africana är en ärtväxtart som först beskrevs av Henri Ernest Baillon, och fick sitt nu gällande namn av Aubrev. Leonardoxa africana ingår i släktet Leonardoxa och familjen ärtväxter. IUCN kategoriserar arten globalt som livskraftig. Inga underarter finns listade i Catalogue of Life.